# Karlheinz Liefers

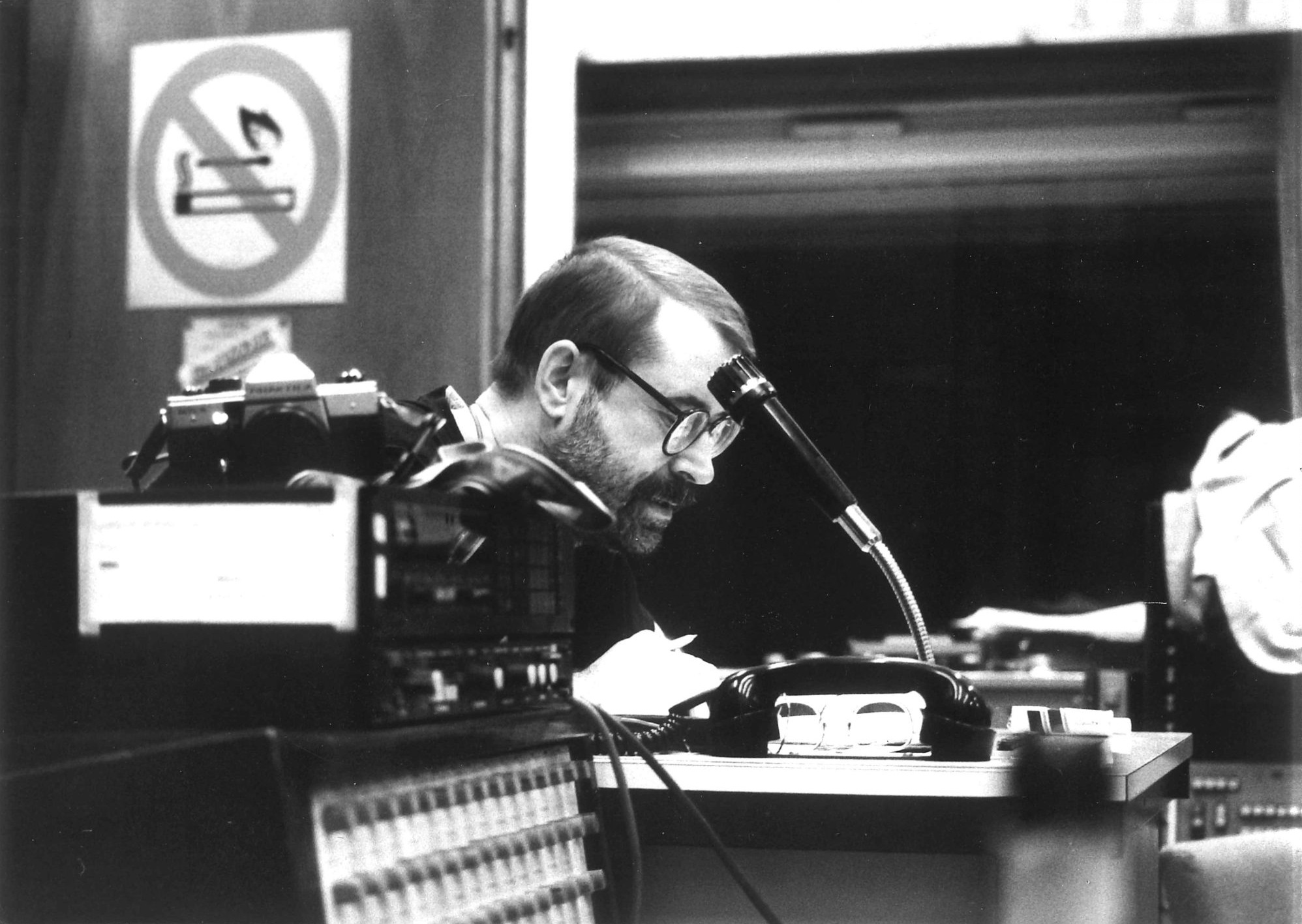
Karlheinz Liefers bei einer Hörspielproduktion Anfang der 1990er Jahre

Karlheinz Liefers (* 6. August 1941 in Döbeln; † 21. Januar 2006 in Berlin) war ein deutscher Regisseur.

## Leben
Karlheinz Liefers stammte aus einer Theaterfamilie. Sein Vater war der Schauspieler Heinz Liefers. Er begann seine Laufbahn als Schauspieler. Er war Regieassistent an der Berliner Volksbühne u. a. bei Benno Besson, Matthias Langhoff und Manfred Karge. Später war er als Regisseur an verschiedenen Theatern tätig, u. a. in Tübingen, Dresden, Cottbus, Frankfurt (Oder) und Schleswig. Von 1996 bis 2000 war er Schauspieldirektor am Thüringer Landestheater in Rudolstadt.
Bekannt wurde Liefers vor allem durch seine mit Auszeichnungen gewürdigten Hörspielinszenierungen, die er von 1984 bis zu seinem Tod 2006 intensiv betrieb. Neben seinen Hörspielen war Liefers auch weiterhin für das Theater als Regisseur tätig. An den Uckermärkischen Bühnen Schwedt inszenierte er Hexenjagd (2002), Ladies Night (2003) und für die Freilichtbühne Ritter Runkels große Stunde (2004).

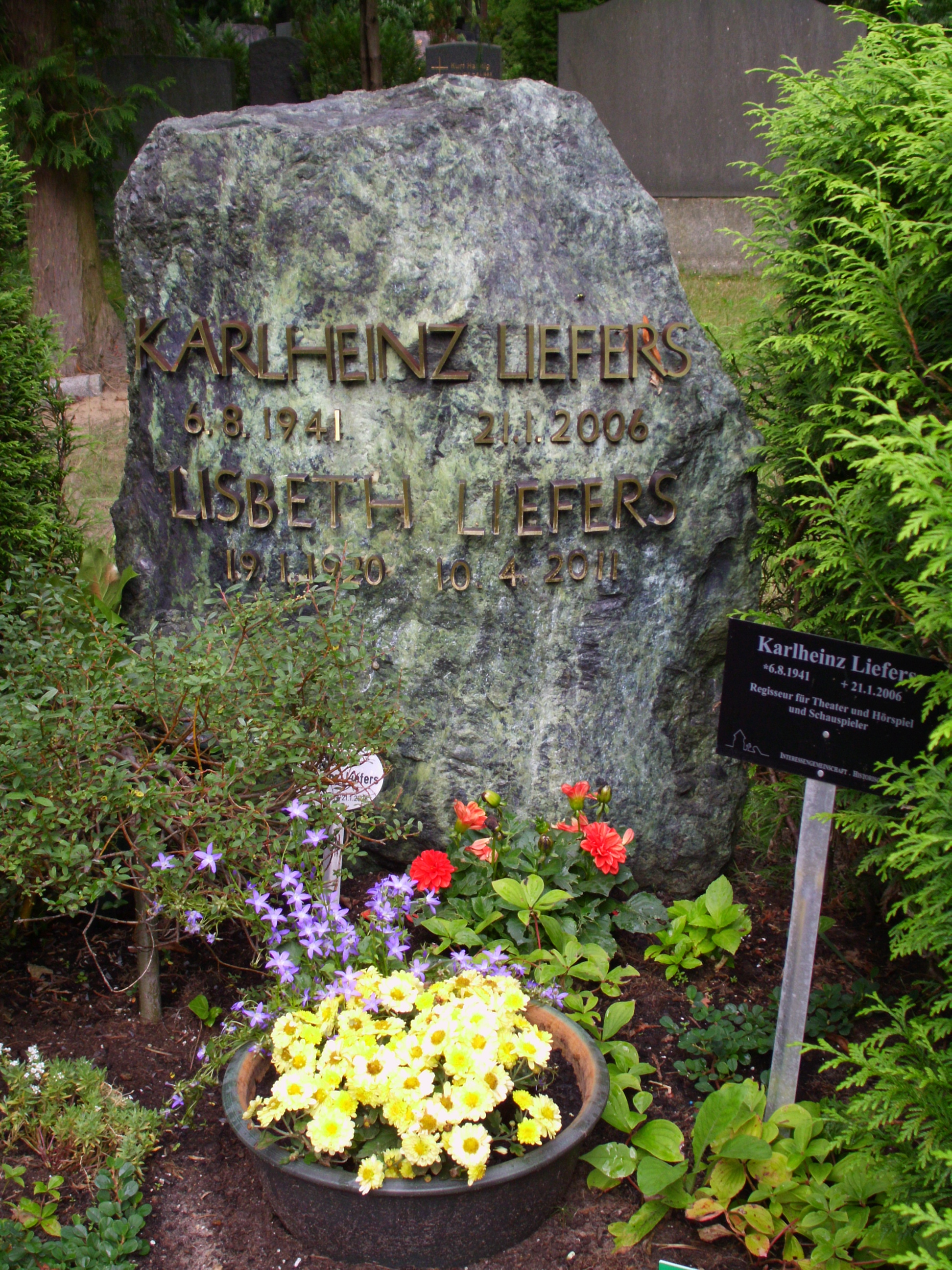
Grab von Lisbeth und Karlheinz Liefers

Liefers’ Hörspielinszenierung des Volker-Braun-Stücks Iphigenie in Freiheit wurde im September 1991 zum Hörspiel des Monats gewählt und von der Akademie der Künste Berlin ausgezeichnet. Zweimal wurde er mit dem Deutschen Kinderhörspielpreis geehrt.
Er ist der Vater des Schauspielers und Musikers Jan Josef Liefers sowie der Stiefvater des Schauspielers Martin Brambach. Karlheinz Liefers starb 2006 im Alter von 64 Jahren. Er wurde auf dem Karlshorster und Neuen Friedrichsfelder Friedhof in Berlin-Karlshorst beigesetzt.

## Filmografie
- 1975: Die Wildente (Theateraufzeichnung)

## Hörspiele
- 1985: Joachim Knauth: Bellebelle oder Der Ritter Fortuné (Kinderhörspiel – Rundfunk der DDR)
- 1987: Maraike Böhm: Holzkrawatte (Kinderhörspiel – Rundfunk der DDR)
- 1988: Jan Drda: Der vergessene Teufel (Kinderhörspiel – Rundfunk der DDR)
- 1989: Adelbert von Chamisso: Peter Schlemihl oder die Reise nach Varna (Fantasy, Märchen für Erwachsene – Rundfunk der DDR)
- 1989: Gerhard Rentzsch: Szenen vom Lande (Hörspielreihe: Augenblickchen Nr. 1 – Rundfunk der DDR)
- 1991: Lothar Trolle: Ein Vormittag in der Freiheit oder Sie gestatten, Lehmann, vorn mit L wie Lenin (Hörspiel – Funkhaus Berlin)
- 1993: Guido Koster: Im Viertel des Mondes (Hörspiel – DS-Kultur/SFB)
- 1994: Christof Wackernagel: Der blinde Fleck (Hörspiel – ORB/WDR)
- 1996: Franz Zauleck: Olga bleibt Olga – Regie und Sprechrolle (Kinderhörspiel – DLR Berlin)
- 2002: Werner Buhss: Mann außer Haus (Kriminalhörspiel – DLR Berlin)
- 2002: Gabriele Neumann: Mascha und Mucks, die Mäuseprinzessin (Kinderhörspiel – DLR Berlin) ISBN 3-491-24109-X
- 2003: Hans Zimmer: Bellas Briefe – Regie (Kinderhörspiel – DLR Berlin)
- 2004: Susanne Kornblum: Antals Tier – Regie (Kinderhörspiel – DLR Berlin)
- 2004: Oliver Bukowski: Serjosha & Schultz – Regie (Hörspiel – DLR Berlin)
- 2005: Maraike Wittbrodt: Drei Kurven bis zur Schule – Regie (Kinderhörspiel – DKultur)